# 沖倉辰也
沖倉 辰也（おきくら たつや、1993年6月29日 - ）は、日本のテコンドー選手（ITF）。東京都八王子市出身。東京都立秋留台高等学校卒業、国士館大学体育学部武道学科卒業。株式会社ミライユに所属。

## 来歴
八王子市立山田小学校出身。5歳の時に父の勧めでITFテコンドーを習い始める。中学1年生の秋に初めて世界選手権（イギリス）に日本代表として出場。その後、東京都立秋留台高等学校に進学し、高校2年生で全日本テコンドー選手権大会で優勝。高校3年生では他流の大会（フルコンタクト空手、K-1甲子園）などにも出場し好成績を残す。国士館大学体育学部武道学科に入学し、部活ではキックボクシング部に入部。K-1チャンピオンの城戸康裕の後輩にあたる。
ITFテコンドーでは大学1年生でITFアジア・テコンドー選手権大会で優勝。2年生では全日本学生キックボクシング連盟大会ウェルター級チャンピオンを獲得した。3年生でも再度アジア選手権大会で優勝し、日本代表選手として世界選手権大会に派遣された。
大学卒業後は、株式会社ミライユの格闘家支援（実業団）に所属している。

## 戦績
2007年
- ITFテコンドー世界選手権 初出場（イギリス）、2回戦敗退

2009年
- 全日本テコンドー選手権 2回戦敗退

2011年
- 第22回全日本テコンドー選手権 ライト級優勝（最年少）
- ITFアジアテコンドー選手権（香港）2段型・優勝[3]
- フルコンタクト空手　全日本大会　準優勝
- K-1甲子園　東日本地区予選3回戦敗退

2013年
- ITFアジアテコンドー選手権（マレーシア・クアラルンプール）3段型・優勝、組手ライト級第3位[4]

2014年
- 全日本学生キックボクシング大会ウェルター級 チャンピオン

2015年
- ITFテコンドー世界選手権 出場

2016年
- ITFアジアテコンドー選手権（香港）ウェルター級優勝、3段型・第3位[5]

2017年
- ITFテコンドー世界選手権（オランダ）3段型・第3位[6]

## 獲得タイトル
- キックボクシング
  - 全日本学生キックボクシング連盟ウェルター級王座（2014年）
- ITFテコンドー
  - 全日本テコンドー選手権大会 ライト級優勝（2011年）
  - ITFアジアテコンドー選手権 ウェルター級優勝（2016年）